# Kinosternon sonoriense
Kinosternon sonoriense là một loài rùa trong họ Kinosternidae. Loài này được Le Conte mô tả khoa học đầu tiên năm 1854.

## Hình ảnh

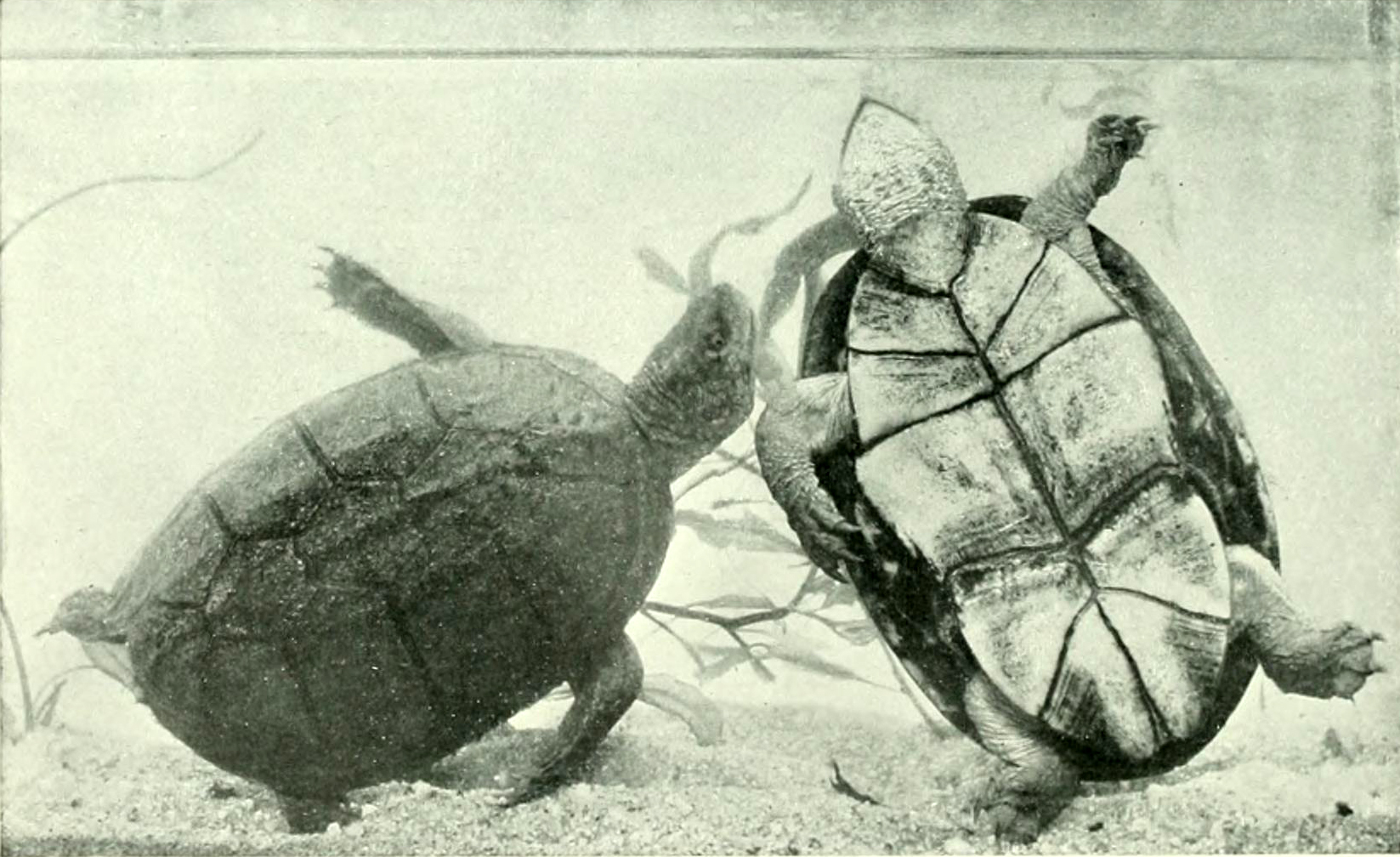